# 千草台 (横浜市)
千草台（ちぐさだい）は、神奈川県横浜市青葉区の地名。「丁目」の設定のない単独町名である。住居表示未実施区域。

## 地理
青葉区の南部に位置し、東に下谷本町、西と北に藤が丘、南西に梅が丘、南に緑区北八朔町と接している。

### 地価
住宅地の地価は、2025年（令和7年）1月1日の公示地価によれば、千草台6番11の地点で28万8000円/m²となっている。

## 歴史

### 沿革
- 1968年（昭和43年）8月6日 - 土地区画整理事業（下谷本第二）[6]に伴い、下谷本町の一部より、横浜市港北区千草台を新設する[7]。
- 1969年（昭和44年）10月1日 - 港北区を再編し、緑区を新設。横浜市緑区千草台となる[8]。
- 1970年（昭和45年）2月26日 - 土地区画整理事業（西八朔第二）[6]に伴い、西八朔町、北八朔町、下谷本町の各一部を編入する[9]。
- 1994年（平成6年）11月6日 - 港北区と緑区を再編し、青葉区と都筑区を新設。横浜市青葉区千草台となる[10]。。

### 町名の変遷
| 実施後 | 実施年月日                | 実施前（各町名ともその一部）         |
| ------ | ------------------------- | ------------------------------------ |
| 千草台 | 1968年（昭和43年）8月6日  | 下谷本町の各一部                     |
| 千草台 | 1970年（昭和45年）2月26日 | 西八朔町、北八朔町、下谷本町の各一部 |

## 世帯数と人口
2025年（令和7年）2月28日現在（横浜市発表）の世帯数と人口は以下の通りである。
| 町丁   | 世帯数    | 人口    |
| ------ | --------- | ------- |
| 千草台 | 3,253世帯 | 6,668人 |

### 人口の変遷
国勢調査による人口の推移。
| 年                 | 人口  |
| ------------------ | ----- |
| 1995年（平成7年）  | 6,655 |
| 2000年（平成12年） | 6,354 |
| 2005年（平成17年） | 6,716 |
| 2010年（平成22年） | 6,637 |
| 2015年（平成27年） | 6,475 |
| 2020年（令和2年）  | 6,679 |

### 世帯数の変遷
国勢調査による世帯数の推移。
| 年                 | 世帯数 |
| ------------------ | ------ |
| 1995年（平成7年）  | 2,634  |
| 2000年（平成12年） | 2,539  |
| 2005年（平成17年） | 2,680  |
| 2010年（平成22年） | 2,775  |
| 2015年（平成27年） | 2,724  |
| 2020年（令和2年）  | 2,950  |

## 学区
市立小・中学校に通う場合、学区は以下の通りとなる（2024年11月時点）。
| 番・番地等                                | 小学校               | 中学校               |
| ----------------------------------------- | -------------------- | -------------------- |
| 1〜24番地 25番地の5 37〜50番地            | 横浜市立谷本小学校   | 横浜市立緑が丘中学校 |
| 25番地の1〜4 25番地の6〜36番地 51〜52番地 | 横浜市立藤が丘小学校 | 横浜市立緑が丘中学校 |

## 事業所
2021年（令和3年）現在の経済センサス調査による事業所数と従業員数は以下の通りである。
| 町丁   | 事業所数 | 従業員数 |
| ------ | -------- | -------- |
| 千草台 | 84事業所 | 495人    |

### 事業者数の変遷
経済センサスによる事業所数の推移。
| 年                 | 事業者数 |
| ------------------ | -------- |
| 2016年（平成28年） | 77       |
| 2021年（令和3年）  | 84       |

### 従業員数の変遷
経済センサスによる従業員数の推移。
| 年                 | 従業員数 |
| ------------------ | -------- |
| 2016年（平成28年） | 393      |
| 2021年（令和3年）  | 495      |

## 施設
- 横浜市立緑が丘中学校
- 千草台公園[20]
- 千草台第一公園
- 千草台第二公園
- 千草台第三公園
- 千草台第四公園
- 千草台杉山神社

## その他

### 日本郵便
- 郵便番号 : 227-0051[3]（集配局：青葉郵便局[21]）

### 警察
町内の警察の管轄区域は以下の通りである。
| 番・番地等 | 警察署     | 交番・駐在所   |
| ---------- | ---------- | -------------- |
| 全域       | 青葉警察署 | 藤が丘駅前交番 |